# Graham Broadbent
Graham Neil Broadbent (1970) è un produttore cinematografico britannico.

## Filmografia

### Produttore

#### Cinema
- Benvenuti a Sarajevo (Welcome to Sarajevo), regia di Michael Winterbottom (1997)
- L'orecchio dei Whit (A Texas Funeral), regia di William Blake Herron (1999)
- The Debt Collector, regia di Anthony Neilson (1999)
- Splendidi amori (Splendor), regia di Gregg Araki (1999)
- Dancing at the Blue Iguana, regia di Michael Radford (2000)
- Some Voices, regia di Simon Cellan Jones (2000)
- Very Annie Mary, regia di Sara Sugarman (2001)
- Pantaloncini a tutto gas (Thunderpants), regia di Peter Hewitt (2002)
- Millions, regia di Danny Boyle (2004)
- Gladiatress, regia di Brian Grant (2004)
- Piccadilly Jim, regia di John McKay (2004)
- Becoming Jane - Il ritratto di una donna contro (Becoming Jane), regia di Julian Jarrold (2007)
- Wind Chill - Ghiaccio rosso sangue (Wind Chill), regia di Gregory Jacobs (2007)
- In Bruges - La coscienza dell'assassino (In Bruges), regia di Martin McDonagh (2008)
- Marigold Hotel (The Best Exotic Marigold Hotel), regia di John Madden (2012)
- Now Is Good, regia di Ol Parker (2012)
- 7 psicopatici (Seven Psychopaths), regia di Martin McDonagh (2012)
- Posh, regia di Lone Scherfig (2014)
- Ritorno al Marigold Hotel (The Second Best Exotic Marigold Hotel), regia di John Madden (2015)
- Tre manifesti a Ebbing, Missouri (Three Billboards Outside Ebbing, Missouri), regia di Martin McDonagh (2017)
- Uno scandalo molto inglese (A Very English Scand), regia di Stephen Frears (2018)
- Il mistero di Donald C. (The Mercy), regia di James Marsh (2018)
- Il club del libro e della torta di bucce di patata di Guernsey (The Guernsey Literary and Potato Peel Pie Society), regia di Mike Newell (2018)
- Emma., regia di Autumn de Wilde (2020)
- L'ultima lettera d'amore (The Last Letter from Your Lover), regia di Augustine Frizzell (2021)
- Un bambino chiamato Natale (A Boy Called Christmas), regia di Gil Kenan (2021)
- L'amante di Lady Chatterley (Lady Chatterley's Lover), regia di Laure de Clermont-Tonnerre (2022)
- Gli spiriti dell'isola (The Banshees of Inisherin), regia di Martin McDonagh (2022)
- All of Us Strangers, regia di Andrew Haigh (2023)

#### Televisione
- The Outcast, regia di Iain Softley – miniserie TV, 2 puntate (2015)
- The Last Dragonslayer, regia di Jamie Magnus Stone - film TV (2016)
- A Very English Scandal, regia di Stephen Frears – miniserie TV, 3 puntate (2018)
- A Very British Scandal, regia di Anne Sewitsky – miniserie TV, 3 puntate (2021)

## Riconoscimenti
- Premio Oscar
  - 2018 - Candidatura al miglior film per Tre manifesti a Ebbing, Missouri
  - 2023 - Candidatura al miglior film per Gli spiriti dell'isola
- BAFTA
  - 2009 - Candidatura al miglior film britannico per In Bruges - La coscienza dell'assassino
  - 2013 - Candidatura al miglior film britannico per 7 psicopatici
  - 2013 - Candidatura al miglior film britannico per Marigold Hotel
  - 2018 - Miglior film per Tre manifesti a Ebbing, Missouri
  - 2018 - Miglior film britannico per Tre manifesti a Ebbing, Missouri
  - 2023 - Candidatura al miglior film per Gli spiriti dell'isola
  - 2023 - Miglior film britannico per Gli spiriti dell'isola
  - 2024 - Candidatura al miglior film britannico per Estranei
- Gotham Independent Film Awards
  - 2022 - Candidatura al miglior film internazionale per Gli spiriti dell'isola